# Erich Ranacher
Erich Ranacher (* 18. Februar 1923 in Lienz; † 23. Dezember 1944 in Graz) war ein österreichischer Widerstandskämpfer und Partisan.

## Leben
Erich Ranacher wuchs in Lienz auf. Sein Vater Josef Ranacher war Eisenbahner und bis 1934 Mitglied der SDAP und des Republikanischen Schutzbundes. Mit 14 Jahren absolvierte er eine Lehre als Buchdruckermaschinist in der Druckerei der Lienzer Nachrichten. Ranacher war Leistungssportler und gewann als Skirennläufer des Skiclubs Lienz viele Pokale. 1938 trat er der Hitlerjugend (HJ) bei und wurde 1939 bei den Gebietsmeisterschaften der HJ Kärntner Jugendmeister im Abfahrtslauf. Nach Beendigung seiner Lehre wurde Ranacher zum Reichsarbeitsdienst und am 10. September 1943 zum Gebirgsjäger-Ersatzregiment 139 eingezogen. Ende 1943 wurde er als HJ-Ausbilder und hauptamtlicher HJ-Führer von der Wehrmacht freigestellt und war in Kärnten, der Steiermark und in Tirol tätig.
Im Frühsommer 1944 desertierte Erich Ranacher, schloss sich den slowenischen Partisanen der Osvobodilna Fronta (OF, Befreiungsfront) an und wurde dort für den Aufbau von Partisanengruppen ausgebildet. Im September 1944 kehrte er zusammen mit Josef Ribitsch in die Gegend um Villach zurück und baute dort die Treffner Partisanengruppe auf. Die Gruppe wohnte in selbstgebauten Waldbunkern, wurde von den Nationalsozialisten als „Treffner Bande“ bezeichnet und operierte vor allem im Drautal bei Puch und Weißenstein und im Gegendtal in Oberkärnten.
Sie wurden dabei von der Villacher Widerstandsgruppe um Maria Peskoller, Rosa Eberhard, Margarete Jessernigg, Valentin Clementin, Milan Jelič und Maria Jennes mit Lebensmitteln und Medikamenten versorgt und konnten in deren Wohnungen unterkommen. Die Partisanen lieferten sich mit den nationalsozialistischen Gegnern mehrere Feuergefechten; bei einem der Schusswechsel wurde ein Landwachtmann getötet, Ranacher wurde am Arm verletzt und konnte in der Wohnung von Maria Peskoller untertauchen. Ab Mitte November 1944 gelang es der Gestapo nach und nach die gesamte Gruppe festzunehmen. Ranacher versuchte nach Lienz zu flüchten, wurde jedoch am 14. November 1944 in Steinfeld im Drautal zusammen mit Heinrich Brunner und Josef Ribitsch durch Denunziation eines Bauern verhaftet und in die Gestapohaft in das Landesgerichtsgefängnis in Klagenfurt eingeliefert.
Am 17. und 18. November 1944 wurde den Treffner Partisanen und der Villacher Widerstandsgruppe vom Volksgerichtshof in Klagenfurt unter dem Vorsitzenden Roland Freisler der Prozess gemacht und die Angeklagten am 21. Dezember 1944 wegen „Vorbereitung zum Hochverrat“ zum Tod verurteilt. In der Urteilsbegründung werden sie als „Handlanger unserer Kriegsfeinde“ bezeichnet.
Am Tag seiner Hinrichtung schrieb Ranacher zwei Abschiedsbriefe an seine Eltern und Geschwister:
„Liebe Eltern!
Es sind meine letzten Stunden. Meine Gedanken sind bis zum Letzten bei Euch. Es wäre mein Wunsch Euch noch einmal zu sehen. Aber leider. Kränkt Euch nicht und denkt ewig an mich. Mein lieber Vater wird seine Strafe […] und dann ist er wieder beisammen mit der Familie. Liebe Eltern seid über meinen Tod stark sowie ich es bin.
Ewig lieber Vater erfülle meinen Wunsch. Grüßt mir nochmals meine Verwandten und Kameraden. Ich habe Euch einem Unglück zugeführt. Seid mir bitte nicht böse. Liebe Eltern ich rufe Euch nochmals eine glückliche Zukunft zu.
Liebe Eltern lebet wohl!
Meine letzten Grüße
Euer Erich“
„Meine Lieben Geschwister Irma und Ernst!
Ich bin der erste was von Euch scheiden muss. Ich habe einen Wunsch, denkt ewig an mich so wie es bis zum Letzten an Euch erfülle. Seid ebenfalls stark und mutig so wie ich es bin. […]
Ernst soll mein Nachfolger im Sport werden. […] Ich wünsche Euch liebe Irma und Ernst die glücklichste Zukunft nicht so wie ich sie hatte.
Es leben meine Geschwister!
Von Eurem lieben Erich die letzten Grüße
Erich“
Erich Ranacher wurde am 23. Dezember 1944 im Landesgericht Graz hingerichtet. Nach seiner Hinrichtung holten ein Polizist und ein HJ-Führer aus der Wohnung der Eltern seine etwa 50 gewonnenen Pokale ab, da die Familie „kein Recht mehr auf den Besitz dieser Ehrenpreise“ habe. Sein Vater Josef Ranacher wurde zu drei Jahren Zuchthaus verurteilt, weil er vom „Wald- und Bunkerleben“ seines Sohnes gewusst und dies nicht der Gestapo gemeldet habe.

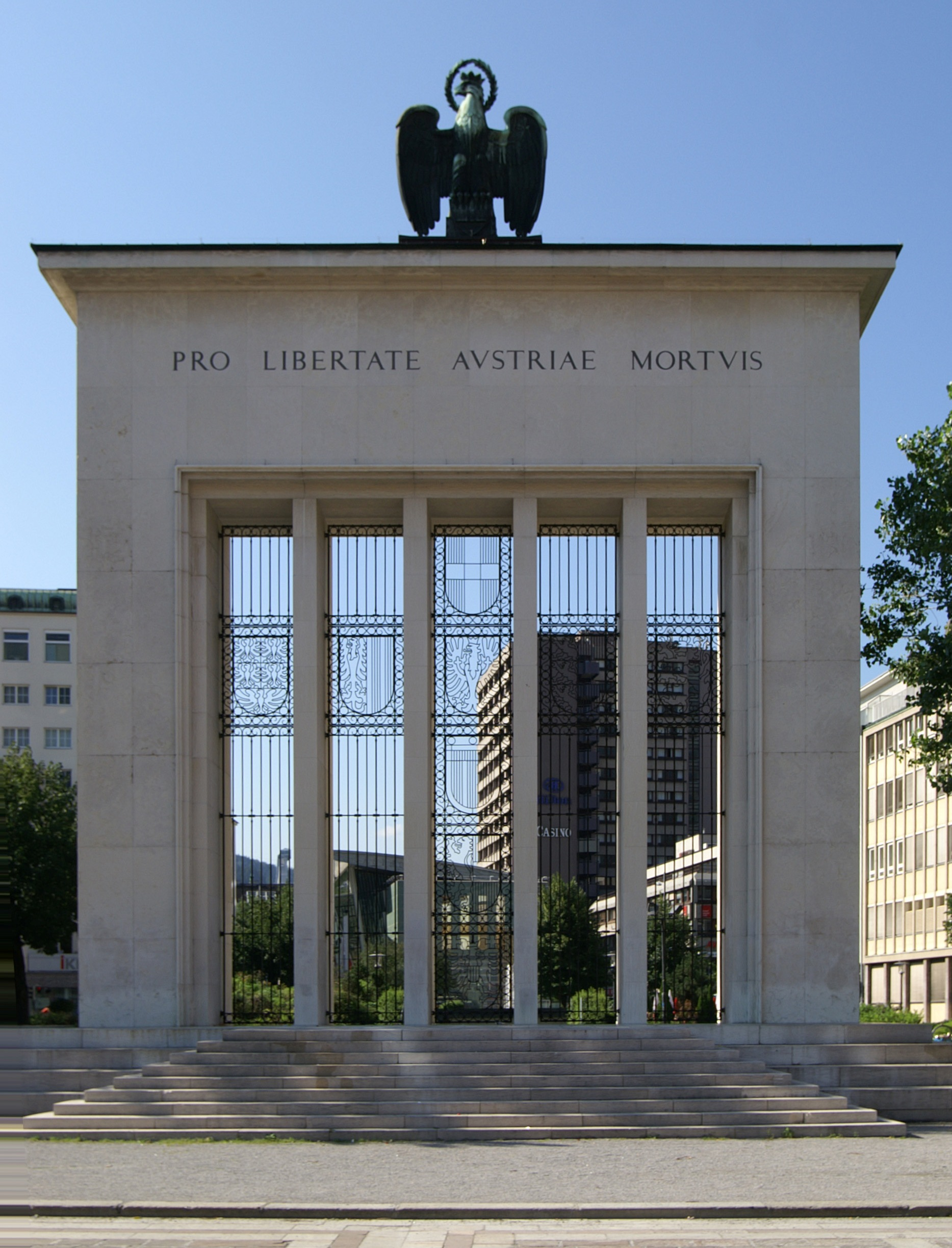
Befreiungsdenkmal in Innsbruck

## Gedenken
Auf der östlichen Seite des Befreiungsdenkmals in Innsbruck ist sein Name eingetragen.
2012 wurde ein Erinnerungszeichen für 39 NS-Opfer aus dem Oberen Drautal in der Nähe des Bahnhofs Greifenburg eingeweiht, darunter auch der Name von Erich Ranacher.
2013 wurde vor dem Landesgericht Kärnten in Klagenfurt ein Denkmal aus einem 2,30 Meter hohen Serpentinstein errichtet, der ein Fallbeil darstellen soll, darunter auch der Name von Erich Ranacher.
Am 1. November 2014 wurde im ehemaligen Hinrichtungsraum der Justizanstalt Graz die ursprünglichen Tafel mit fehlerhaften Inschriften gegen eine neue, um zahlreiche Personen erweiterte Tafel ausgetauscht. Auf der neuen Tafel ist der Name von Erich Ranacher eingraviert.